# 伯伊察德蘇布科德魯鄉
47°31′N 23°08′E / 47.517°N 23.133°E
伯伊察德蘇布科德魯鄉（羅馬尼亞語：Comuna Băița de sub Codru, Maramureș），是羅馬尼亞的鄉份，位於該國西北部，由馬拉穆列什縣負責管轄，面積51平方公里，海拔高度256米，2007年人口1,852，人口密度每平方公里36人。